# Le Vernoy
Pour les articles homonymes, voir Le Vernois et Levernois.
Le Vernoy est une commune française située dans le département du Doubs, la région culturelle et historique de Franche-Comté et la région administrative Bourgogne-Franche-Comté ; c'est le village le plus au nord du Doubs.
Ses habitants sont surnommés Lai tieutches de moënes (Les têtes de moines).

## Géographie

### Toponymie
Varnoy en 1268 ; Vernoy en 1306 ; La ville dou Varnoy en 1358 ; Vernoiz en 1384 ; Vernoy en 1385 ; Le Vernoy depuis 1681.

### Géologie
Le territoire communal repose sur un bassin sédimentaire du Keupérien (daté entre -220 et -230 millions d'années). Il renferme de la houille.

### Climat
Pour des articles plus généraux, voir Climat de la Bourgogne-Franche-Comté et Climat du Doubs.
En 2010, le climat de la commune est de type climat de montagne, selon une étude du Centre national de la recherche scientifique s'appuyant sur une série de données couvrant la période 1971-2000. En 2020, Météo-France publie une typologie des climats de la France métropolitaine dans laquelle la commune est exposée à un climat semi-continental et est dans la région climatique  Lorraine, plateau de Langres, Morvan, caractérisée par un hiver rude (1,5 °C), des vents modérés et des brouillards fréquents en automne et hiver. 
Pour la période 1971-2000, la température annuelle moyenne est de 9,5 °C, avec une amplitude thermique annuelle de 17,2 °C. Le cumul annuel moyen de précipitations est de 1 375 mm, avec 13,2 jours de précipitations en janvier et 10,6 jours en juillet. Pour la période 1991-2020, la température moyenne annuelle observée sur la station météorologique de Météo-France la plus proche, « Étobon », sur la commune d'Étobon à 9 km à vol d'oiseau, est de 10,7 °C et le cumul annuel moyen de précipitations est de 1 272,5 mm. 
La température maximale relevée sur cette station est de 38,5 °C, atteinte le 24 juillet 2019 ; la température minimale est de −18 °C, atteinte le 1er mars 2005,,. 
Les paramètres climatiques de la commune ont été estimés pour le milieu du siècle (2041-2070) selon différents scénarios d'émission de gaz à effet de serre à partir des nouvelles projections climatiques de référence DRIAS-2020. Ils sont consultables sur un site dédié publié par Météo-France en novembre 2022.

## Urbanisme

### Typologie
Au 1er janvier 2024, Le Vernoy est catégorisée commune rurale à habitat dispersé, selon la nouvelle grille communale de densité à 7 niveaux définie par l'Insee en 2022.
Elle est située hors unité urbaine. Par ailleurs la commune fait partie de l'aire d'attraction de Montbéliard, dont elle est une commune de la couronne,. Cette aire, qui regroupe 137 communes, est catégorisée dans les aires de 50 000 à moins de 200 000 habitants,.

### Occupation des sols
L'occupation des sols de la commune, telle qu'elle ressort de la base de données européenne d’occupation biophysique des sols Corine Land Cover (CLC), est marquée par l'importance des territoires agricoles (59 % en 2018), une proportion identique à celle de 1990 (59 %). La répartition détaillée en 2018 est la suivante : 
forêts (38,5 %), prairies (35,1 %), zones agricoles hétérogènes (23,9 %), zones humides intérieures (2,6 %). L'évolution de l’occupation des sols de la commune et de ses infrastructures peut être observée sur les différentes représentations cartographiques du territoire : la carte de Cassini (XVIIIe siècle), la carte d'état-major (1820-1866) et les cartes ou photos aériennes de l'IGN pour la période actuelle (1950 à aujourd'hui).

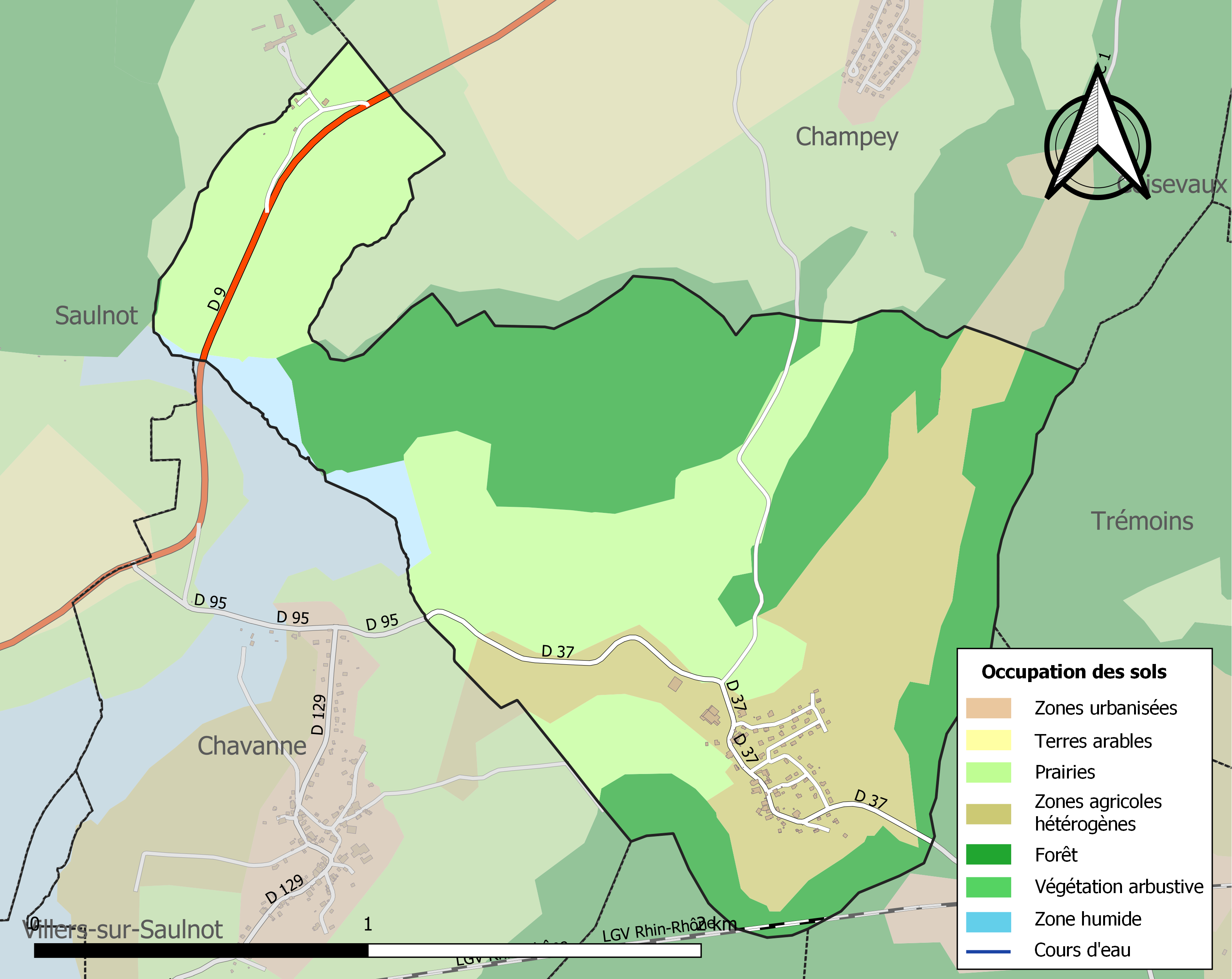
Carte des infrastructures et de l'occupation des sols de la commune en 2018 (CLC).

## Histoire

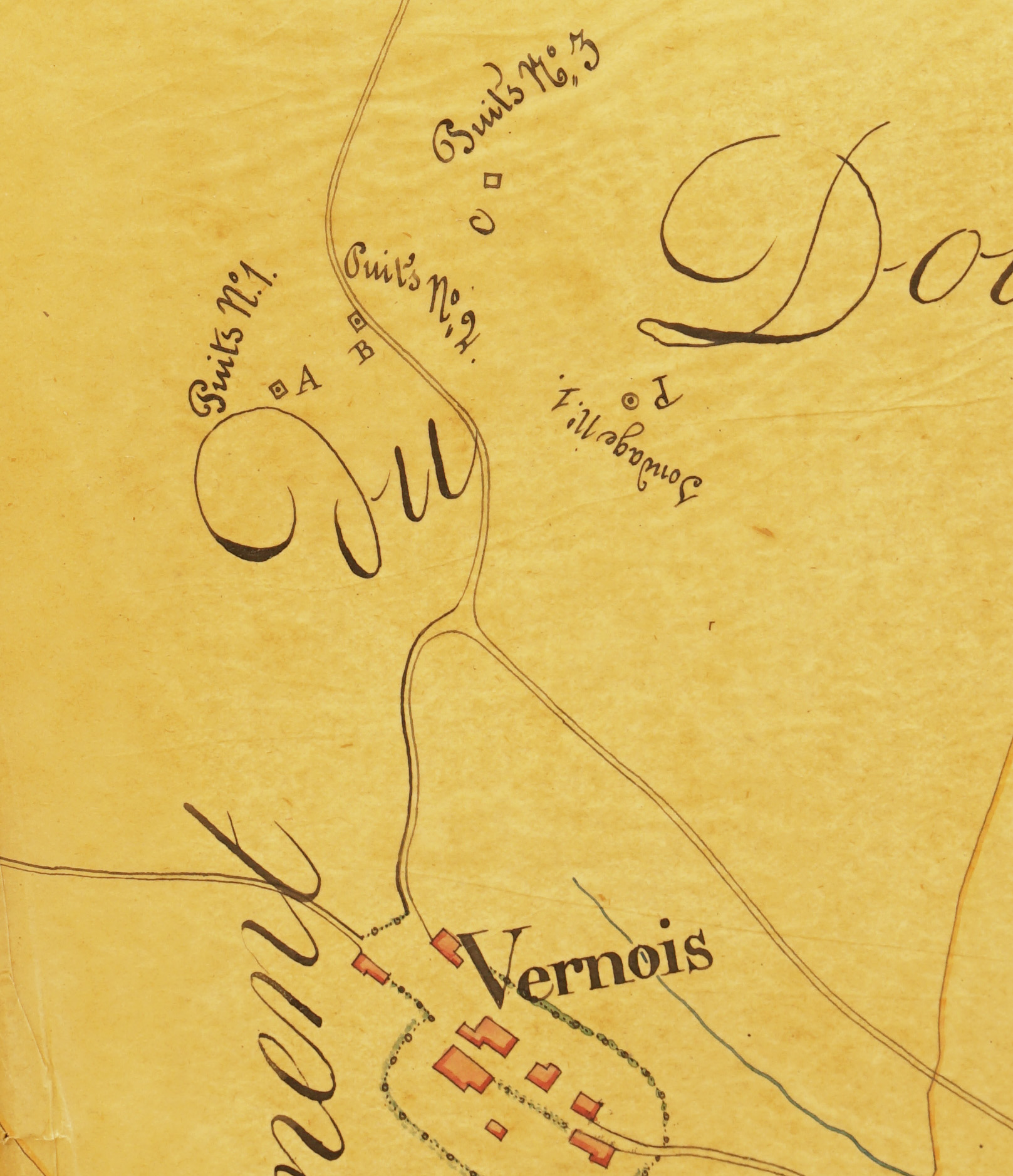
Carte du village et des puits de mine en 1838.

Le Vernoy (Lou Voinay en patois) appartenait au comté de Montbéliard qui fut rattaché à la France en 1793.
Des mines de charbon sont exploitées entre 1826 et 1848 dans une concession accordée au Vernoy.

## Politique et administration

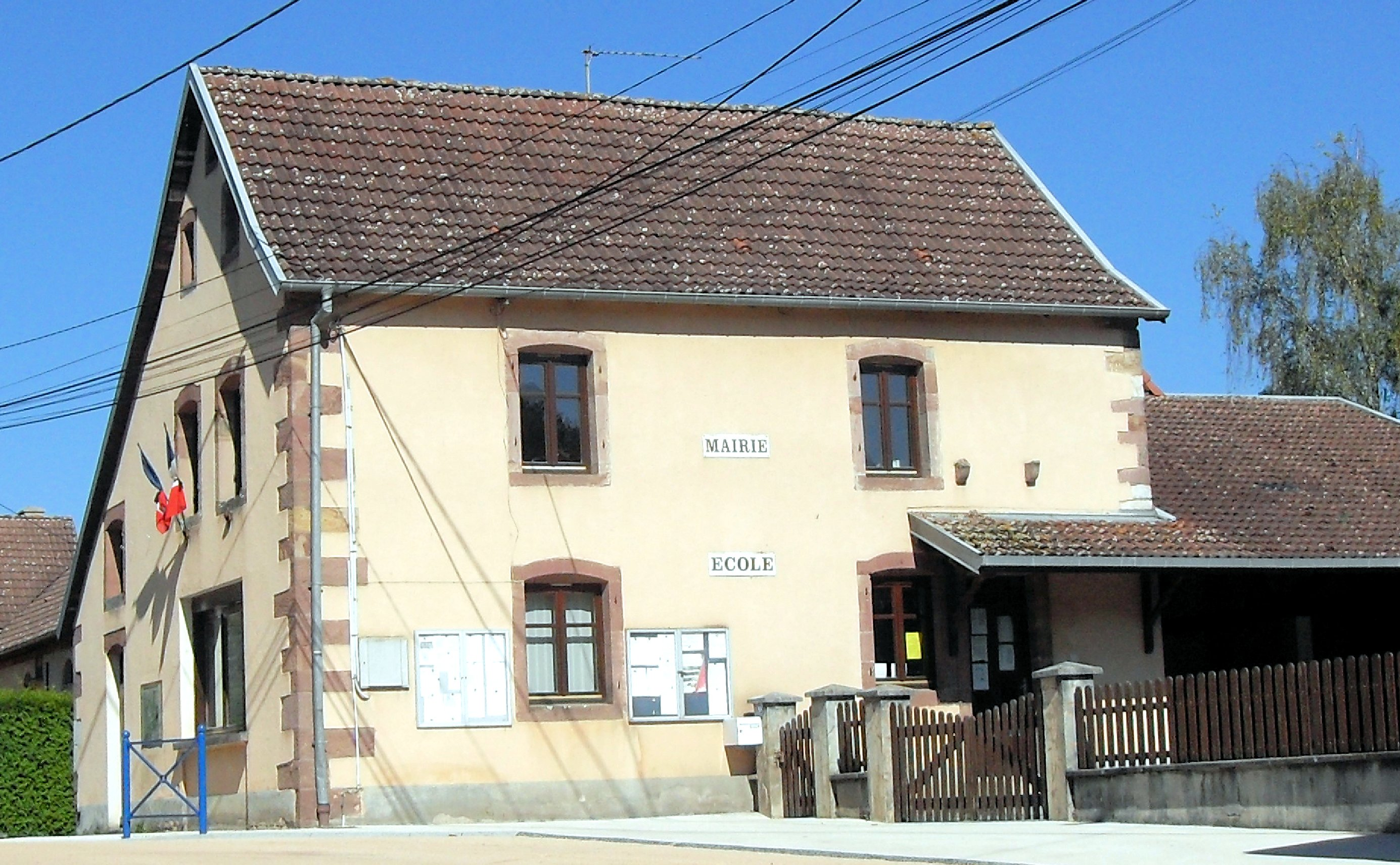
La mairie-école.

| Période                                  | Période                     | Identité                                    | Étiquette | Qualité  |
| ---------------------------------------- | --------------------------- | ------------------------------------------- | --------- | -------- |
| mars 2008                                | 2014                        | Pierre Tchoryk                              |           |          |
| mars 2014                                | En cours (au 1er juin 2020) | Myriam Ioss Réélue pour le mandat 2020-2026 | SE        | Employée |
| Les données manquantes sont à compléter. |                             |                                             |           |          |

## Démographie
L'évolution du nombre d'habitants est connue à travers les recensements de la population effectués dans la commune depuis 1793. Pour les communes de moins de 10 000 habitants, une enquête de recensement portant sur toute la population est réalisée tous les cinq ans, les populations de référence des années intermédiaires étant quant à elles estimées par interpolation ou extrapolation. Pour la commune, le premier recensement exhaustif entrant dans le cadre du nouveau dispositif a été réalisé en 2005.

En 2022, la commune comptait 180 habitants, en évolution de +5,88 % par rapport à 2016 (Doubs : +1,88 %, France hors Mayotte : +2,11 %).
| 1793 | 1800 | 1806 | 1821 | 1831 | 1836 | 1841 | 1846 | 1851 |
| ---- | ---- | ---- | ---- | ---- | ---- | ---- | ---- | ---- |
| 86   | 117  | 102  | 135  | 164  | 132  | 126  | 124  | 135  |

| 1856 | 1861 | 1866 | 1872 | 1876 | 1881 | 1886 | 1891 | 1896 |
| ---- | ---- | ---- | ---- | ---- | ---- | ---- | ---- | ---- |
| 110  | 112  | 119  | 104  | 113  | 115  | 101  | 90   | 81   |

| 1901 | 1906 | 1911 | 1921 | 1926 | 1931 | 1936 | 1946 | 1954 |
| ---- | ---- | ---- | ---- | ---- | ---- | ---- | ---- | ---- |
| 92   | 89   | 77   | 63   | 85   | 68   | 76   | 76   | 95   |

| 1962 | 1968 | 1975 | 1982 | 1990 | 1999 | 2005 | 2006 | 2010 |
| ---- | ---- | ---- | ---- | ---- | ---- | ---- | ---- | ---- |
| 85   | 76   | 59   | 155  | 158  | 133  | 133  | 132  | 167  |

| 2015 | 2020 | 2022 | - | - | - | - | - | - |
| ---- | ---- | ---- | - | - | - | - | - | - |
| 171  | 178  | 180  | - | - | - | - | - | - |

## Lieux et monuments
- Ancienne école surmontée d'un clocheton.
- Monument aux morts et stèle.

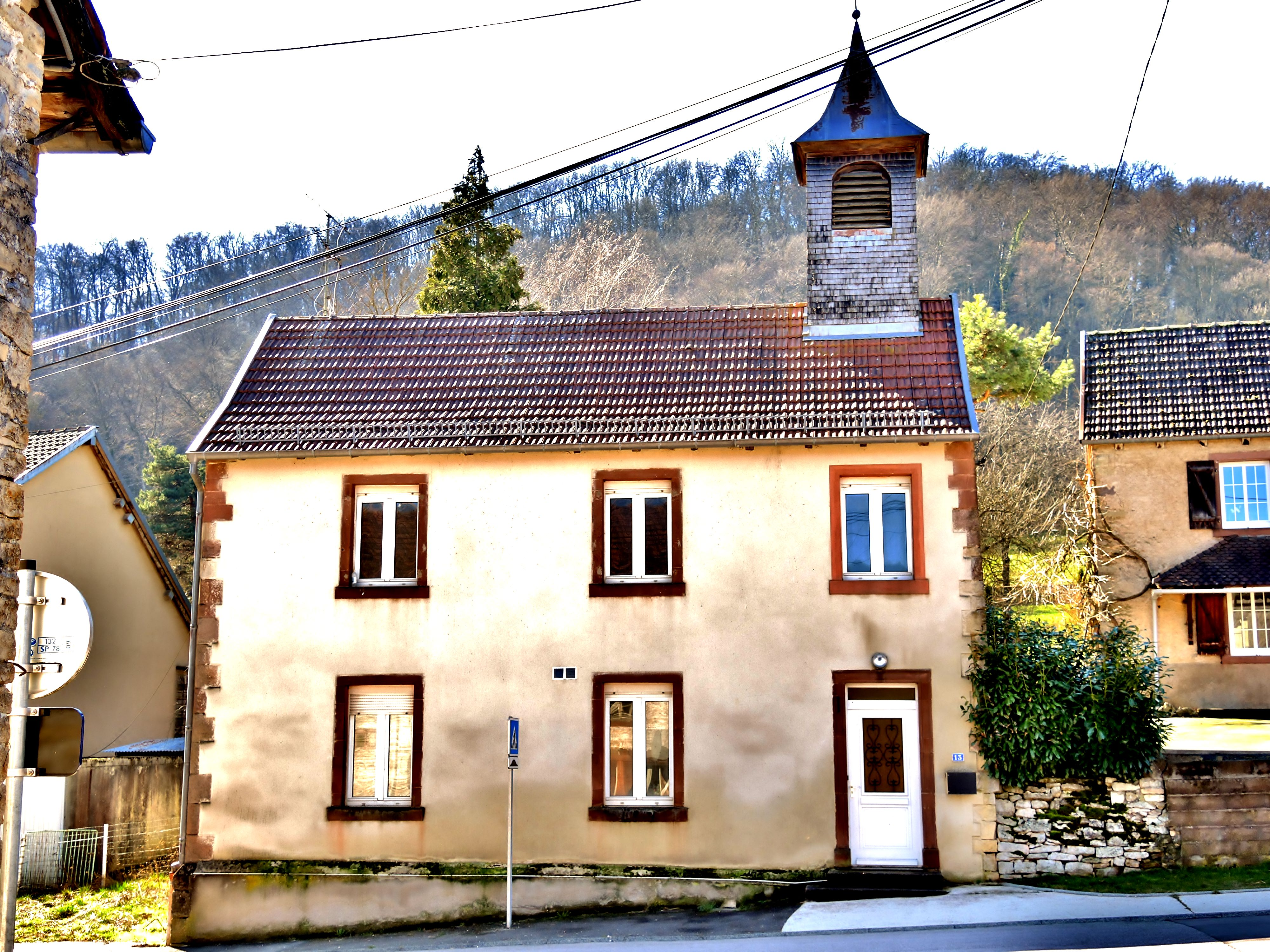
L'ancienne école et son clocheton.
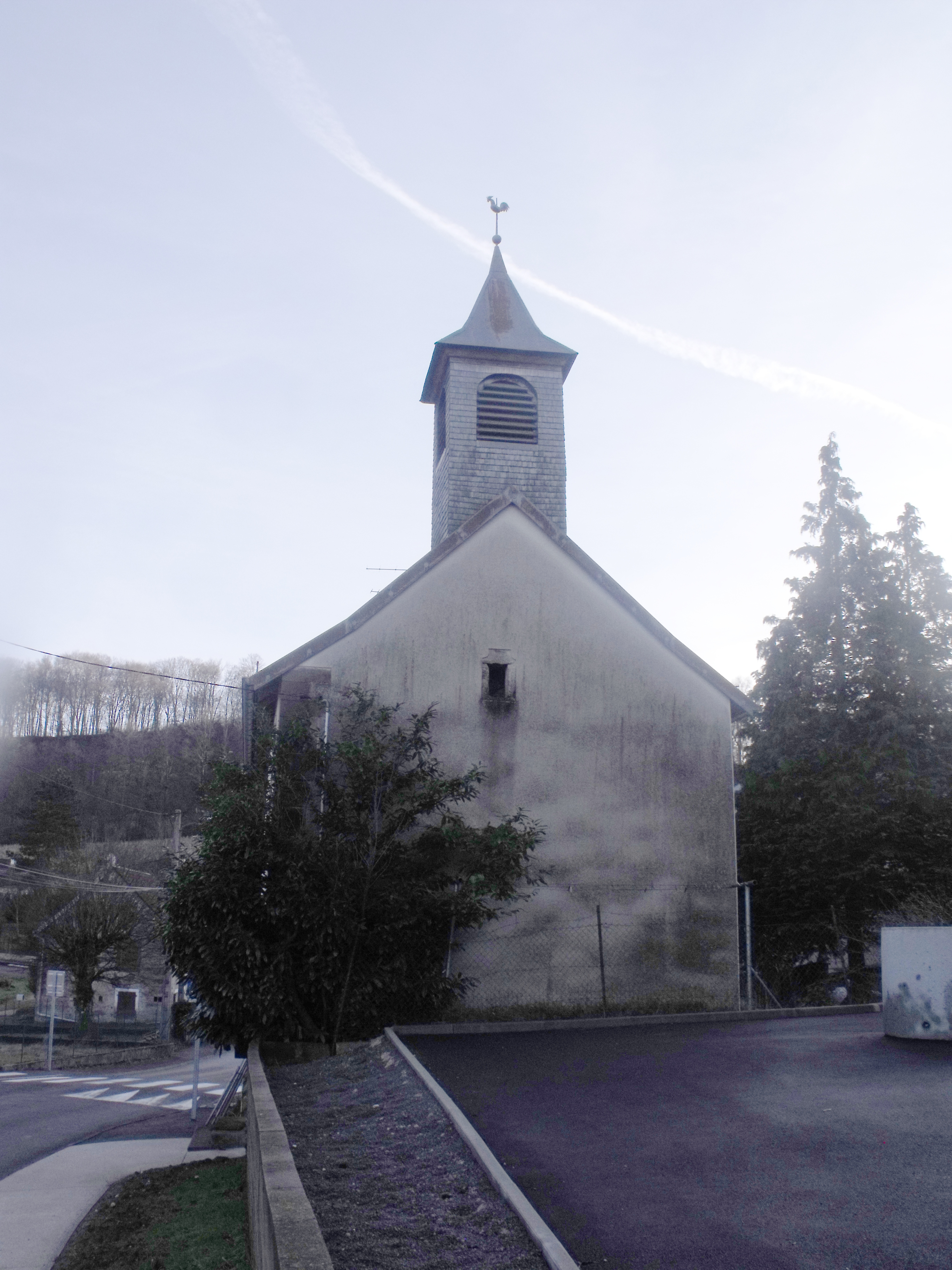
Ancienne école.
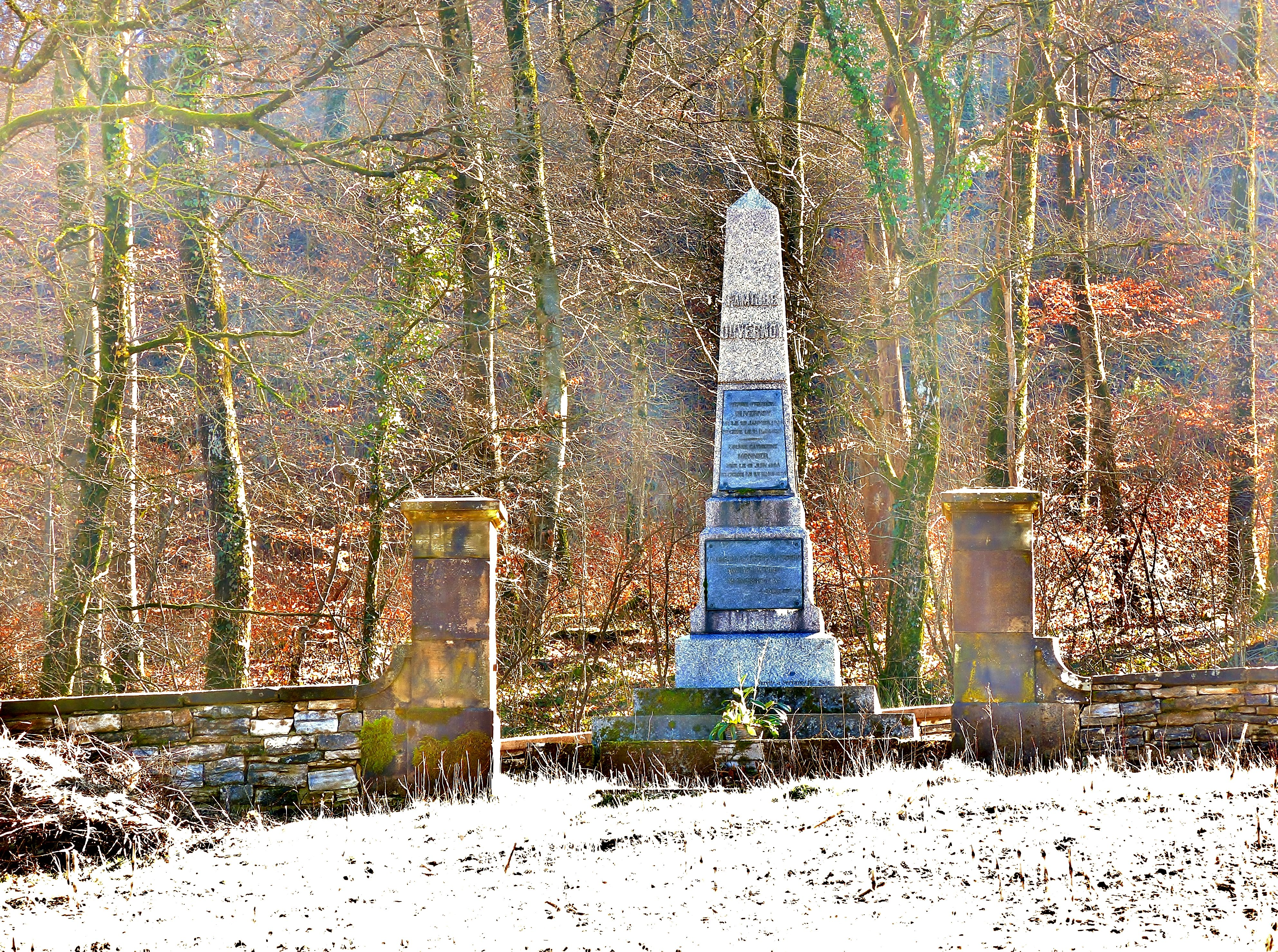
Monument aux morts du Vernoy.
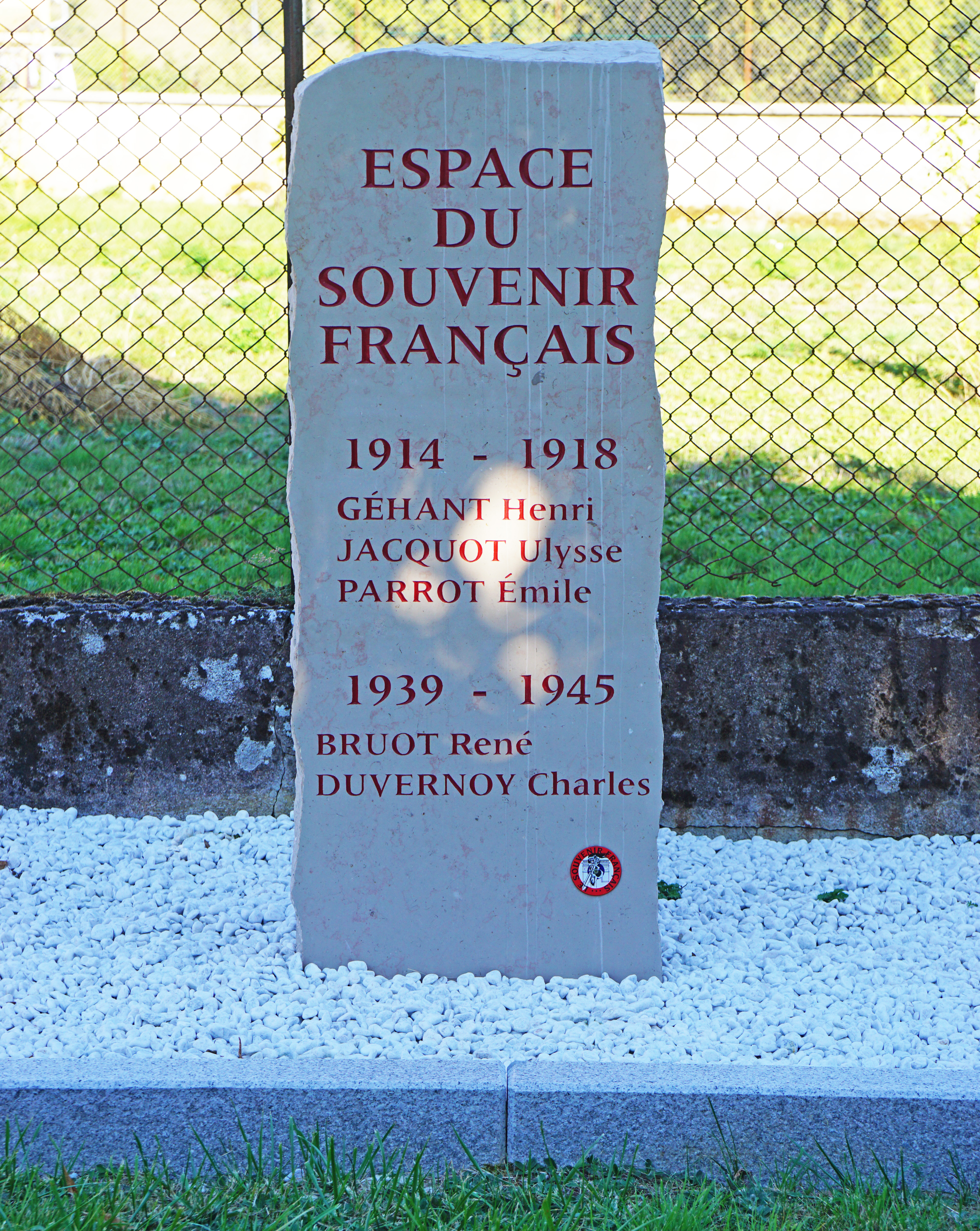
Stèle de l'espace du souvenir français.

- Vestiges miniers.

Vestiges miniers.
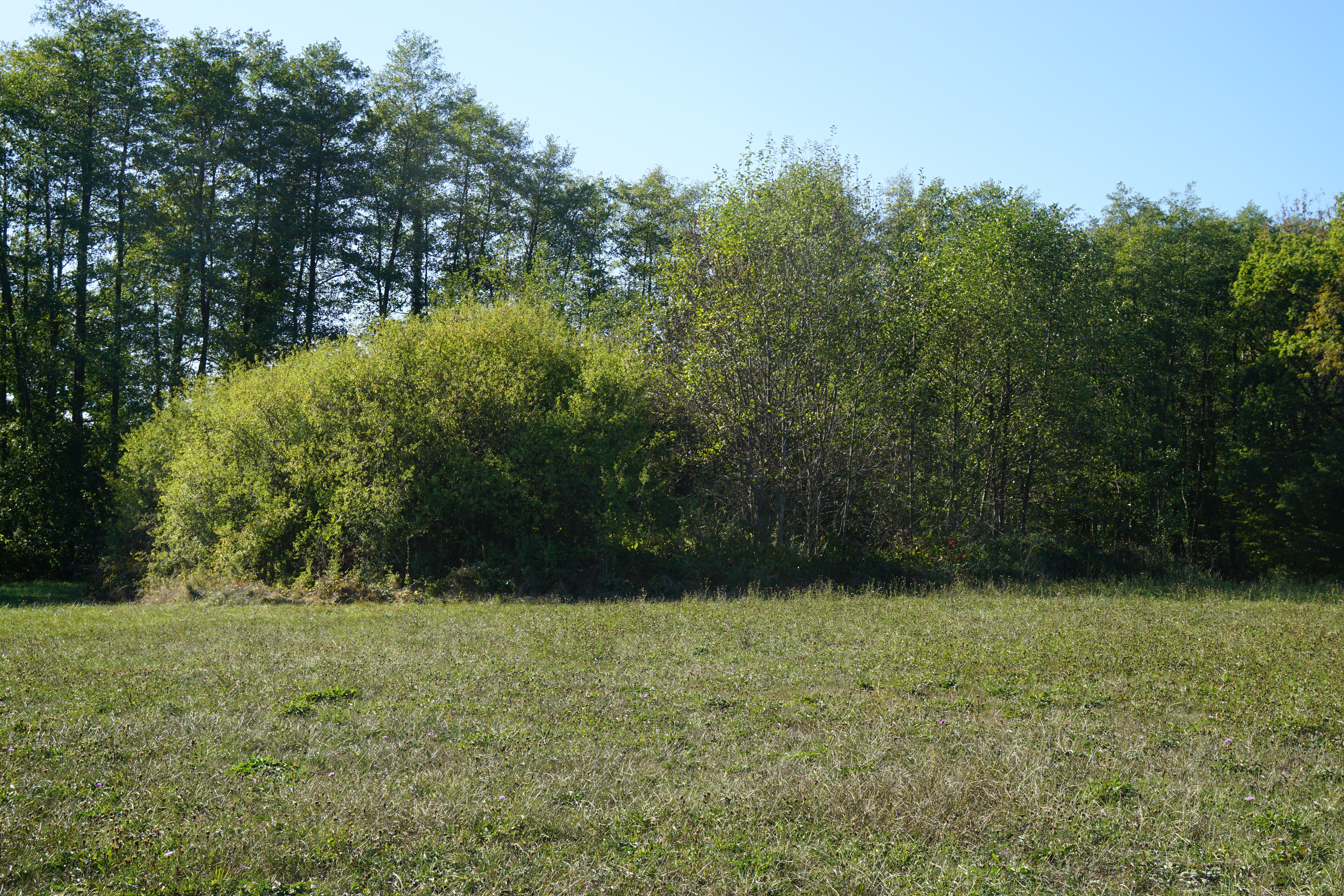
Terril du puits no 1.
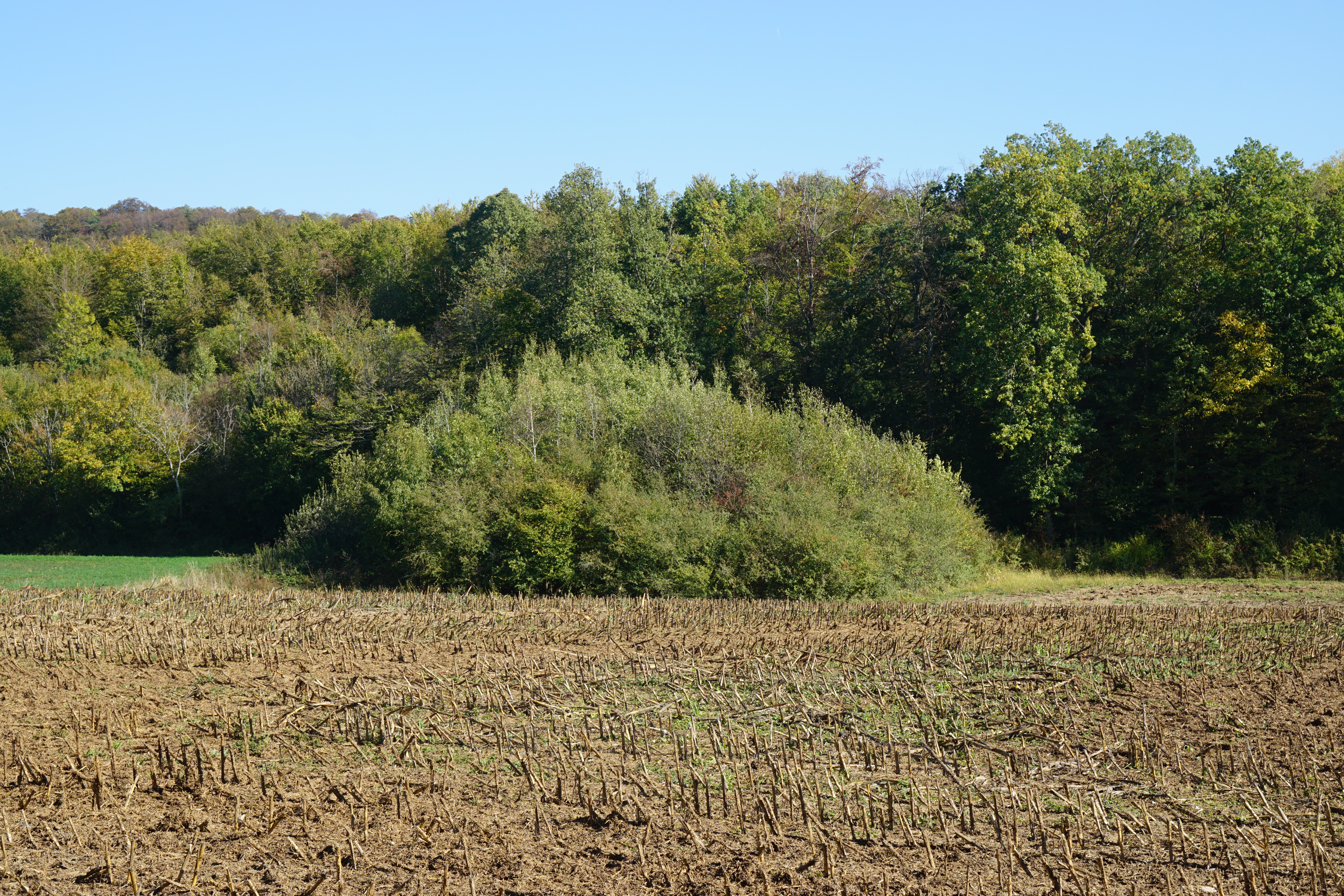
Terril du puits no 3.

La commune a la particularité de ne pas avoir d'église.